# Ben Brewster
Benjamin O. Brewster (Newton, 26 settembre 1948) è un ex calciatore statunitense, di ruolo jolly.

## Carriera

### Club
Si forma nella rappresentativa dell'università Brown, iniziando a calciare il pallone per la prima volta all'età di 18 anni. Dal 1969 all'anno seguente è in forza alla squadra dell'American Soccer League dei Boston Astros, mentre nel 1973 gioca con i Connecticut Wildcats.
Nel 1974 viene ingaggiato dalla franchigia della North American Soccer League dei Boston Minutemen. Nella stagione 1974 vinse con i bostoniani la Northern Division. Con i Minutemen la corsa al titolo nordamericano fu interrotta alle semifinali, perse contro i futuri campioni dei L.A. Aztecs. La stagione seguente Brewster con i suoi raggiunse invece i quarti di finale.
Nel 1976 torna a giocare nella ASL, questa volta in volta in forza ai Tacoma Tides, con cui raggiunge le semifinali dell'American Soccer League 1976. L'anno seguente passa ai N.E. Oceaneers, sempre nella ASL.
Nel 1978 torna a giocare nella NASL con i N.E. Tea Men Nella North American Soccer League 1978 con i suoi raggiunge gli ottavi di finale del torneo nordamericano.
Lasciato il calcio giocato ha allenato le rappresentative calcistica dell'università di Yale e del Boston College.

### Nazionale
Dal 1973 gioca nella nazionale di calcio degli Stati Uniti d'America un incontro amichevole contro le Bermuda, subentrando a Charlie McCully al 59° e segnando la rete della vittoria per 1-0.

## Statistiche

### Cronologia presenze e reti in Nazionale
| Cronologia completa delle presenze e delle reti in nazionale ― Stati Uniti | Cronologia completa delle presenze e delle reti in nazionale ― Stati Uniti | Cronologia completa delle presenze e delle reti in nazionale ― Stati Uniti | Cronologia completa delle presenze e delle reti in nazionale ― Stati Uniti | Cronologia completa delle presenze e delle reti in nazionale ― Stati Uniti | Cronologia completa delle presenze e delle reti in nazionale ― Stati Uniti | Cronologia completa delle presenze e delle reti in nazionale ― Stati Uniti | Cronologia completa delle presenze e delle reti in nazionale ― Stati Uniti |
| Data                                                                       | Città                                                                      | In casa                                                                    | Risultato                                                                  | Ospiti                                                                     | Competizione                                                               | Reti                                                                       | Note                                                                       |
| -------------------------------------------------------------------------- | -------------------------------------------------------------------------- | -------------------------------------------------------------------------- | -------------------------------------------------------------------------- | -------------------------------------------------------------------------- | -------------------------------------------------------------------------- | -------------------------------------------------------------------------- | -------------------------------------------------------------------------- |
| 9-9-1973                                                                   | Hartford                                                                   | Stati Uniti                                                                | 1 – 0                                                                      | Bermuda                                                                    | Amichevole                                                                 | 1                                                                          | 59’                                                                        |
| Totale                                                                     |                                                                            | Presenze                                                                   | 1                                                                          |                                                                            | Reti                                                                       | 1                                                                          |                                                                            |